# Casanova wider Willen
Casanova wider Willen es una película de comedia de 1931, dirigida por Edward Brophy, escrita por Mark Swan, Richard Schayer, Paul Morgan, Robert E. Hopkins y C.W. Bell (episodio de Parlor, Bedroom & Bath), en la fotografía estuvo Leonard Smith y los protagonistas son Buster Keaton, Marion Lessing y Paul Morgan, entre otros. El filme fue realizado por Metro-Goldwyn-Mayer (MGM), se estrenó el 19 de octubre de 1931.

## Sinopsis
Jonny pretende contraer matrimonio con Evelyn, pero ella no quiere, salvo que su hermana más grande, Anna, lo haga primero.